# Patrice Loko
Patrice Loko (Sully-sur-Loire, 6 febbraio 1970) è un ex calciatore francese, di ruolo attaccante.

## Carriera

### Club
Nel 1988 ha iniziato a giocare con il Nantes, squadra con cui ha vinto il campionato francese nel 1994-1995.
Ha poi sempre giocato in patria, vestendo le maglie di Olympique Lione,  Paris Saint-Germain, Lorient, Montpellier, Troyes e Ajaccio, con cui ha chiuso la carriera nel 2004. L'unica eccezione è stata un'esperienza in Turchia al Galatasaray.
È stato protagonista dell'unica vittoria di Coppa delle Coppe (1995-1996) del Paris Saint-Germain ai danni del Rapid Vienna. I parigini vinsero per 1-0 a Bruxelles e mancarono il bis l'anno seguente nella finale di Rotterdam persa contro il Barcellona, sempre per 1-0. Con il PSG Loko ha vinto anche la Coppa di Francia e la Coppa di Lega francese nel 1998.

### Nazionale
Loko ha fatto parte anche della nazionale maggiore francese, nelle cui file conta 7 reti in circa 4 anni di militanza, tra il 1993 e 1997. Durante quegli anni partecipò al campionato d'Europa 1996.

## Palmarès

### Club

#### Competizioni nazionali
- Campionato francese: 1

Nantes: 1994-1995
- Coppa di Francia: 1

PSG: 1997-1998
- Coppa di Lega francese: 2

PSG: 1997-1998
Lione: 2000-2001
- Supercoppa francese: 1

PSG: 1998

#### Competizioni internazionali
- Coppa delle Coppe: 1

PSG: 1995-1996